# Ramón Marsal
José Ramón Marsal Ribó  (* 12. Dezember 1934 in Madrid; † 22. Januar 2007 ebenda) war ein spanischer Fußballspieler.

## Karriere
Er spielte zwar nur drei Jahre bei Real Madrid, war in dieser Zeit aber sehr erfolgreich. So konnte er jeweils dreimal den Europapokal der Landesmeister und die spanische Meisterschaft gewinnen.
Sein Tor gegen Athletic Bilbao am 17. November 1957, bei dem Marsal die gesamte Abwehr und den Torwart umspielte, ist als Tor der langen Minute legendär geworden.
Am 13. April 1958 – in einem Freundschaftsspiel gegen Portugal – konnte er zum ersten und letzten Mal für die spanische Fußballnationalmannschaft spielen. Sieben Tage später zog er sich im Spiel gegen Celta de Vigo eine schwere Knieverletzung zu und musste dann nach einer missglückten Operation sein Karriereende bei Real Madrid verkünden. Bei seinen späteren Vereinen konnte er nicht mehr an seine alten Leistungen anknüpfen.